# Grañanella
 Grañanella (oficialmente y en catalán  Granyanella) es un municipio español de la comarca de la Segarra, Cataluña, en la parte suroeste de ésta, entre Cervera y Tárrega. La capital municipal es La Curullada. Además de ésta incluye los núcleos de Fonolleras, Grañanella, La Mora y Tordera. Cuenta con una población de 140 habitantes (INE 2024).

## Geografía
Integrado en la comarca de la Segarra, la capital del municipio, La Curullada (antes Cruïllada),[cita requerida] se sitúa a 54 kilómetros de Lérida. El término municipal está atravesado por la autovía del Nordeste A-2 entre los pK 513 y 517, además de por la antigua carretera N-II y por la carretera local LV-2141 que une Grañanella con Cervera. 
El relieve del municipio está formado por un altiplano interrumpido por el río Ondara, que cruza el territorio de este a oeste, y por los barrancos de Barrers (al suroeste) y dels Fiterols (al sureste). La llamada Serra Larga separa el río Ondara del barranco de Barrers y alcanza los 576 metros. La altitud oscila entre los 576 metros al sur del municipio y los 400 metros a orillas del río Ondara. La capital municipal se alza a 503 metros sobre el nivel del mar.
El municipio se llamaba oficialmente Grañanella hasta mediados de la década de 1980, en que pasó a denominarse Granyanella.
| Noroeste: Tárrega           | Norte: Tárrega | Noreste: Cervera |
| Oeste: Tárrega              |                | Este: Cervera    |
| Suroeste: Tárrega y Grañena | Sur: Grañena   | Sureste: Cervera |

## Demografía
Cuenta con una población de 140 habitantes (INE 2024).
| Gráfica de evolución demográfica de Granyanella entre 1842 y 2021 |
| |
| Población de derecho según los censos de población del INE Población de hecho según los censos de población del INEEn estos censos se denominaba Grañanella: 1842, 1857, 1860, 1877, 1887, 1897, 1900, 1910, 1920, 1930, 1940, 1950, 1960, 1970 y 1981 Entre el censo de 1857 y el anterior, crece el término del municipio porque incorpora a 255145 (Curullada), 255173 (Fonolleras), 255263 (La Mora), 255366 (Tordera) |

| 1900 | 1930 | 1950 | 1970 | 1981 | 1986 |
| ---- | ---- | ---- | ---- | ---- | ---- |
| 555  | 506  | 397  | 209  | 128  | 119  |